# Riddings Junction Viaduct
Der Riddings Junction Viaduct ist eine ehemalige Eisenbahnbrücke nahe der Ortschaft Canonbie. Er überspannt die schottisch-englische Grenze und liegt hälftig in der schottischen Council Area Dumfries and Galloway und der englischen Grafschaft Cumbria. 1971 wurde das Bauwerk in die schottischen Denkmallisten in der höchsten Kategorie A aufgenommen. In den englischen Denkmallisten ist der Viadukt als Grade-II*-Bauwerk klassifiziert.

## Beschreibung
Die Brücke wurde am 18. April 1864 als Teil der von der Waverley Line abzweigenden, eingleisigen Stichbahn der North British Railway nach Langholm eröffnet. Nach Streckenschließung im September 1967 wurden die Gleise entfernt und der Viadukt ist seitdem ungenutzt.
Der Mauerwerksviadukt liegt rund zwei Kilometer südöstlich von Canonbie. Einen weiten Bogen beschreibend, überspannt er mit neun ungewöhnlich stark gedrückten, ausgemauerten Rundbögen den Grenzfluss Liddel Water. Sein Mauerwerk besteht aus rotem Sandstein. An den Pfeilern treten schmale Eisbrecher heraus. Die begrenzenden, mit Betonkappen abschließenden Ziegelsteinbrüstungen wurden ebenso wie die eisernen Handläufe erst im Laufe des 20. Jahrhunderts hinzugefügt.